# ولد عبد الرحمان كاكي

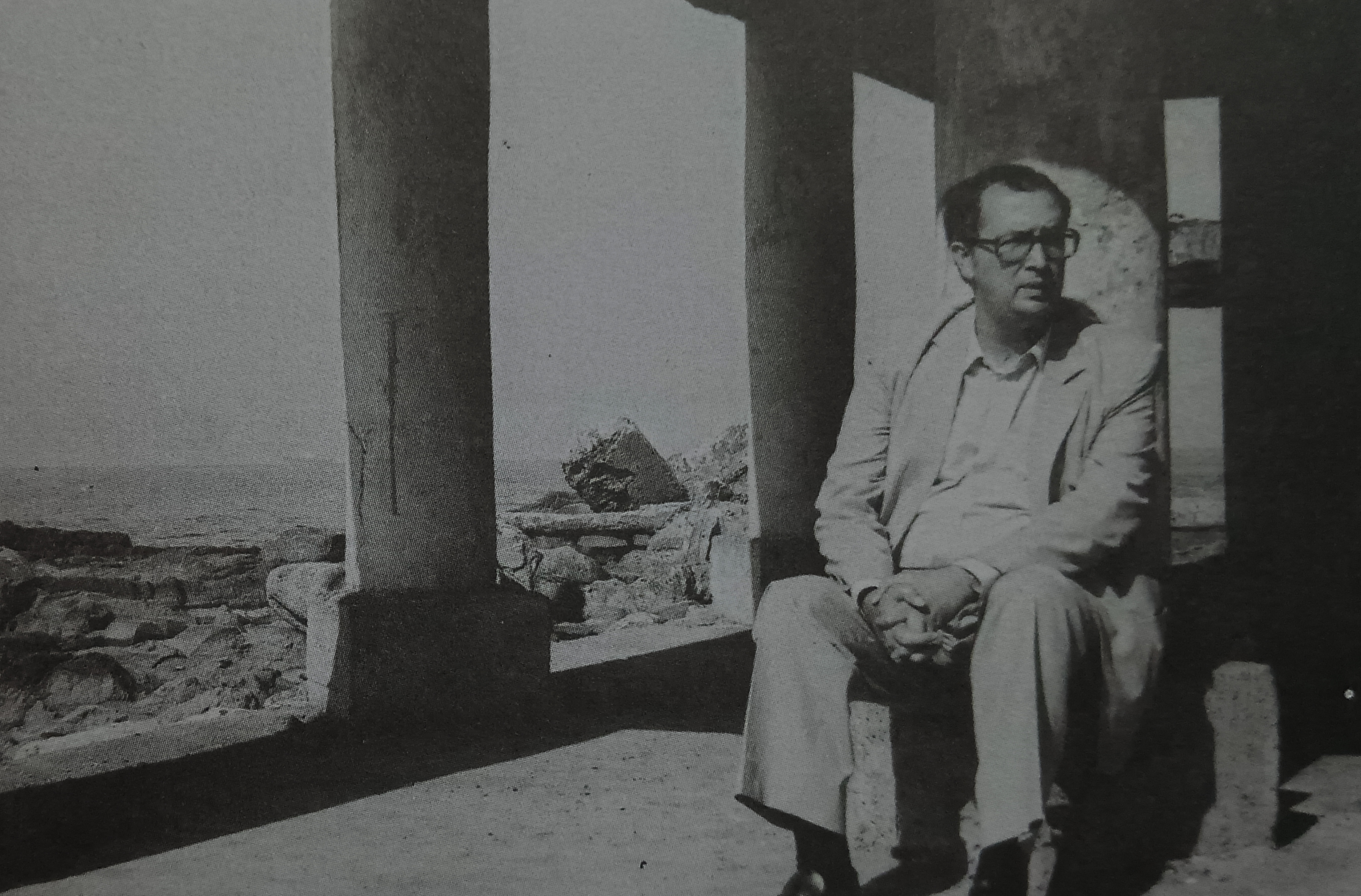
ولد عبد الرحمان كاكي

عبد الرحمان كاكي (18 فبراير 1934- 14 فبراير 1995). ممثل وكاتب ومسرحي جزائري ولد في مستغانم.

## حياته
ولد كاكي في حي تيجديت الشعبي بمدينة مستغانم غرب الجزائر، ومن نعومة أظافره نما على حب التقاليد البدوية. كان عمه شغوفا بالموسيقى لذلك كان يحضره معه عندما تقام حفلات المديح الديني التي يديرها المداح الكبير «الشيخ حمادة».
انضم في صغره إلى إحدى الفرق الكشفية، ثم أصبح بعد ذلك جزءا من فرقة مصطفى بن عبد الله عام 1950، حيث شارك في تدريب خدمة التعليم الشعبي من إخراج هنري كوردان.
أصبح كاكي أستاذا للدراما حيث أسس فرقة مسرحية سميت فرقة الغراغوز التي اتخذ فيها أسلوبا جديدا للمسرح يختلف عما كانت تقدمه الفرق المسرحية الفرنسية وذلك من خلال دمج المسرح بالواقع الثقافي والاجتماعي الجزائري.

## بعض من أعماله
من أعمال كاكي المسرحية المتميزة التي لا زالت تعرض لحد الآن مسرحية 132 سنة. التي عرضت أول مرة عام 1963 بمستغانم وأعيد عرضها في الجزائر العاصمة في الذكرى الأولى لاستقلال الجزائر حضرتها شخصيات كبيرة على غرار الرجل الثوري إرنستو تشي غيفارا، إضافة إلى مسرحيات أخرى كمسرحية بني كلبون، شعب الليل، الشيوخ، أفريقيا قبل سنة، ديوان القراقوز، القراب والصالحين، كل واحد وحكمه وغيرها من الأعمال.
نال العديد من الجوائز منها الجائزة الكبرى بالمهرجان المغاربي الأول عام 1963 بمدينة صفاقس بتونس، والميدالية الذهبية بالمهرجان العربي الأفريقي تونس 1987، والميدالية الدهبية بمهرجان المسرح التجريبي القاهرة عام 1989 مناصفة مع المسرحي العالمي بيتر بروك.[بحاجة لمصدر]

## وفاته
توفي عبد الرحمان كاكي في 14 فبراير عام 1995 بمدينة وهران غرب الجزائر.

## وصلات خارجية
- ولد عبد الرحمان كاكي على موقع IMDb (الإنجليزية)
- ولد عبد الرحمان كاكي على موقع قاعدة بيانات الفيلم (الإنجليزية)
- نظرة جديدة لإرث ولد عبد الرحمن كاكي